# Liste von Glasmalern

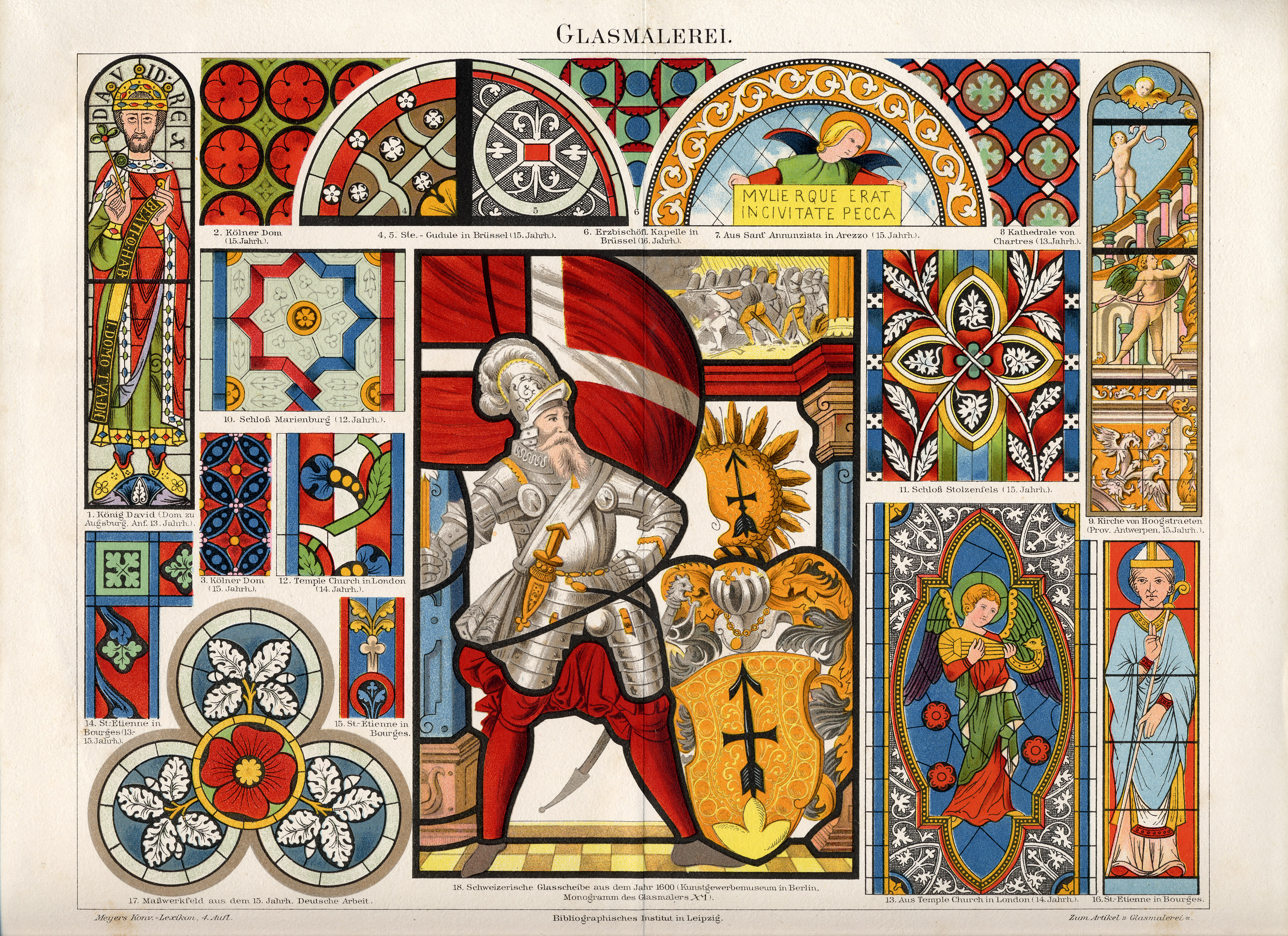
Darstellung verschiedener Stile der Glasmalerei aus unterschiedlichen Epochen

Diese Liste führt unter der Bezeichnung Glasmaler Künstler auf,
— die das Glasmalerkunsthandwerk erlernt haben und Glasmalereien selbst ausführten,
— die manchmal neben anderen künstlerischen Tätigkeiten auch auf Glas malten,
— die zwar nicht auf Glas malten, aber Entwürfe für Glasmalereien machten.

## Jahrgänge bis 1500

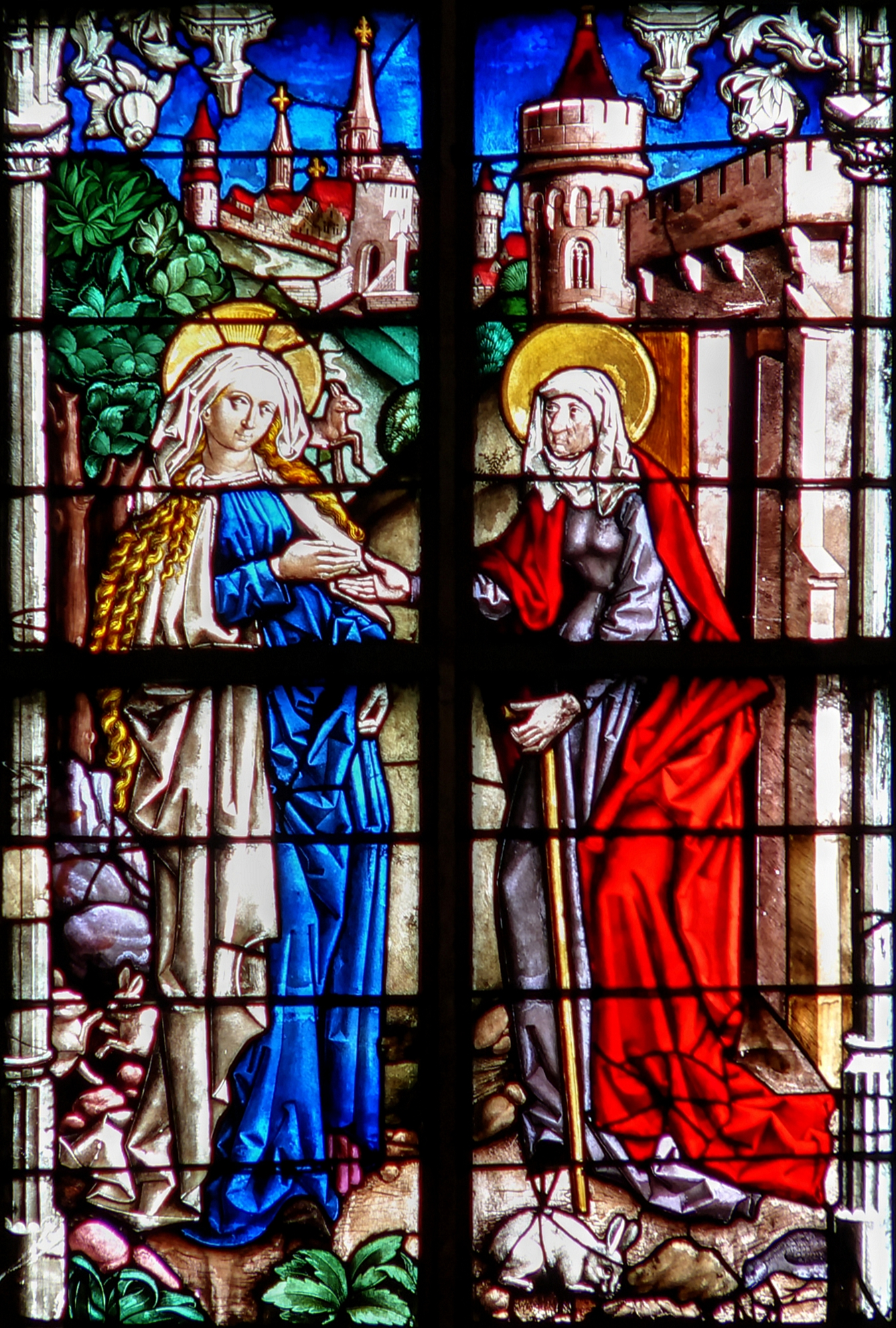
„Die Heimsuchung“ von Peter Hemmel von Andlau (um 1480) im Ulmer Münster

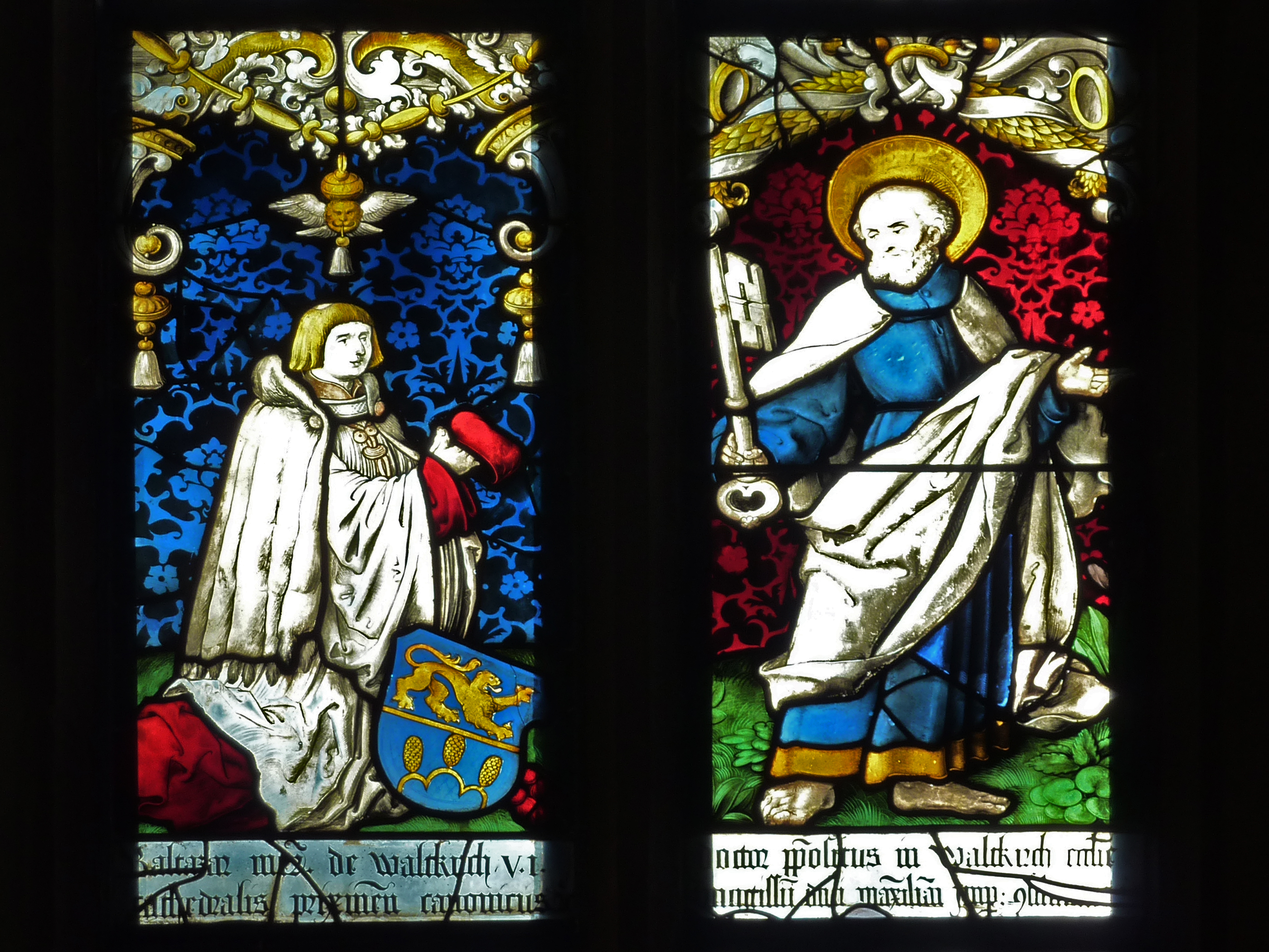
Baldung-Fenster in Bleibach (Gutach)

- Guillem de Letumgard, Glasmaler in Katalonien (14. Jahrhundert), Glasfenster in der Kathedrale von Girona
- Meister von Königsfelden, auch Königsfelder Werkstatt (14. Jahrhundert), unbekannte(r) Meister oder Malerschule, schufen zwischen 1325 und 1340 die Glasfenster des Franziskanerklosters Königsfelden
- Hans Acker (um 1380 – 1461), deutscher Glasmaler in Ulm
- Jakob Acker der Ältere (Ende des 14. / Anfang des 15. Jahrhunderts in Ulm nachweisbar), deutscher Glasmaler
- Hermann Schadeberg, auch Hermann von Basel, 1399 bis 1438 in Straßburg tätig als Glasmaler, Maler, Buchillustrator
- Francesco Livi († um 1439), toskanischer Glasmaler, tätig in Lübeck und Florenz
- Hans von Tübingen (* um 1400–1462), Maler, wohl auch Glasmaler
- Peter Hemmel von Andlau (* um 1420), führender deutscher Glasmaler des 15. Jahrhunderts
- Meister von Coëtivy (15. Jahrhundert), unbekannter französischer Meister, tätig zwischen 1455 und 1477 u. a. in Paris
- Hans Leu der Ältere (1460–1507) war ein Zürcher Maler und Entwerfer von Scheibenrissen
- Veit Hirschvogel der Ältere (1461–1526), deutscher Glasmaler
- Niklaus Manuel, genannt Deutsch, (um 1509), war ein Dichter, Maler, Graphiker, Reformator und Berner Staatsmann.
- Lukas Zeiner (* um 1454 † um 1513), Schweizer Glasmaler, 1488 Landvogt im Wangental
- Niklaus Herport (wirksam 1480–1520) aus Luzern, tätig auch in Bern, Maler, Glaser und Glasmaler
- Hans Baldung auch Hans Baldung Grien (* 1484 oder 1485 in Schwäbisch Gmünd; † September 1545 in Straßburg) war ein deutscher Maler, Zeichner und Kupferstecher zur Zeit Albrecht Dürers, der auch zahlreiche Entwürfe für Holzschnitte und Glasmalereien fertigte.
- Urs Graf der Ältere (* um 1485 in Solothurn; † vor dem 13. Oktober 1528) war Glasmaler, Kupferstecher, Zeichner für den Holzschnitt und Goldschmied, Vater von Urs Graf dem Jüngeren
- Balthasar von Heldbrunn (wirksam 1483–1517), in Luzern tätig, Schweizer Glasmaler
- Meister der Apokalypsenrose der Sainte Chapelle, um 1490 tätig in Paris
- Oswald Göschl (1491–1513) aus Luzern (Schweiz), Glasmaler
- Lukas Schwarz (1498–1526), Glaser und Glasmaler aus Bern (Schweiz)
- Urs Werder (* in Solothurn; † 4. Juli 1499 in Bern), Schweizer Glasmaler
- Meister des Sebastians-Diptychons um 1500 tätig, wahrscheinlich in Mainz und Straßburg, oberrheinischer Maler und Glasmaler
- Guillaume Barbe, französischer Glasmaler des 15. Jahrhunderts

## Jahrgänge von 1501 bis 1800

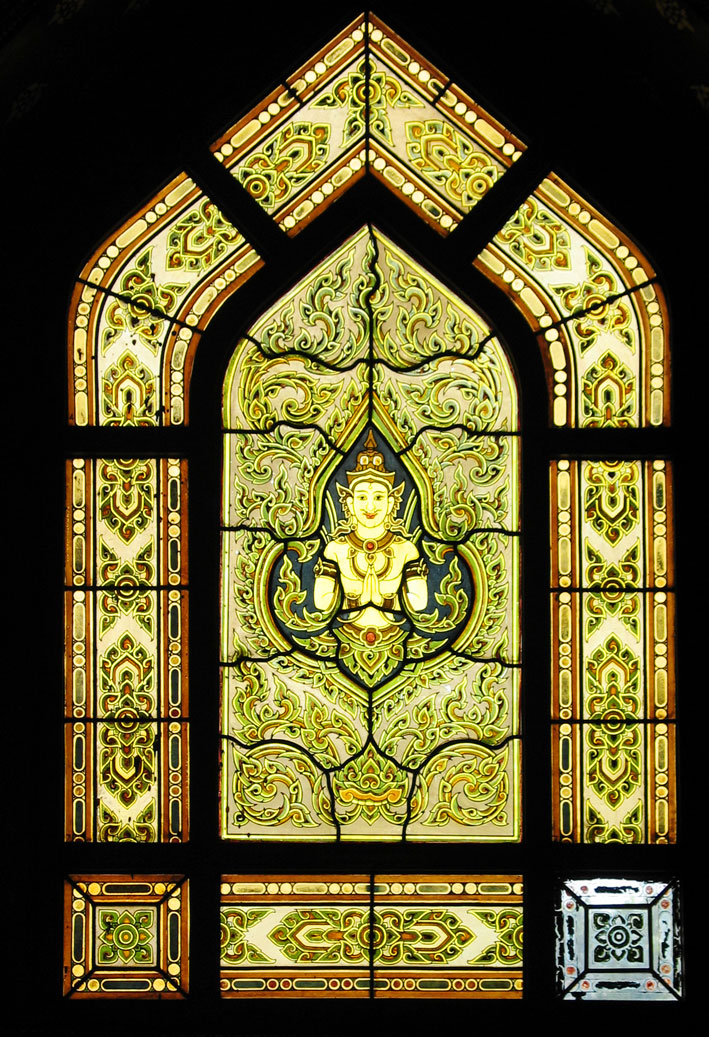
Fenster im Wat Benchamabophit (Bangkok, Thailand)

- Anthoni Glaser (1505–1551) tätig in Basel, Glasmaler
- Hans Funk (um 1470–1540), von Zürich, tätig in Bern, Glasmaler
- Ulrich von Bergarten (1506–1511) aus Zürich, Glasmaler
- Hans Braun (Glasmaler) (1511–1562 nachgewiesen), tätig in Augsburg, Glasmaler
- Jakob Meyer(1512–1536), tätig in Bern, Glasmaler
- Carl von Aegeri (1512–1562) tätig in Zürich, Glasmaler
- Mathias Walter (1517–1602) aus Bern, Glasmaler
- Marx Weiß der Jüngere, auch Marx Weiß von Balingen (* vor 1518 in Balingen; † 25. Februar 1580 in Überlingen) war ein Maler der Spätgotik.
- Jakob Wyß (um 1520), tätig in Bern, Glasmaler
- Anton Schiterberg (1520–1561) aus Luzern, Glasmaler
- Rudolf Bluntschli (1520–1565) aus Zürich, Glasmaler
- Ulrich Ban II. (1520–1576) aus Zürich, Glasmaler
- Lienhard Brun (um 1520–1536) aus Zürich, tätig in Schaffhausen
- Felix Lindtmayer der Ältere († 1543) aus Schaffhausen, Flach- und Glasmaler
- Felix Lindtmayer der Jüngere (1524–1574) aus Schaffhausen, Glasmaler
- Großhans Thomann (1525–1567), tätig in Zürich, Maler und Glasmaler
- Niklaus Bluntschli (1525–1605), tätig in Zürich, Glasmaler
- Martin Moser (1530–1568), tätig in Luzern, Glasmaler
- Andreas Hör (1530–1575), tätig in St. Gallen, Glasmaler
- Jos Murer (1530–1580) aus Zürich, Holzschneider und Glasmaler, 1578 Amtmann in Winterthur
- Joseph Gösler (1530–1585), tätig in Bern, Glasmaler
- Abraham Bickart (1535–1578) tätig in Bern, Glasmaler
- Ludwig Ringler (1535–1605) aus Basel, von 1582 bis 1584 Landvogt in Lugano, Glasmaler
- Hans Jerg Riecher (1538–1614), tätig in Basel, Glasmaler

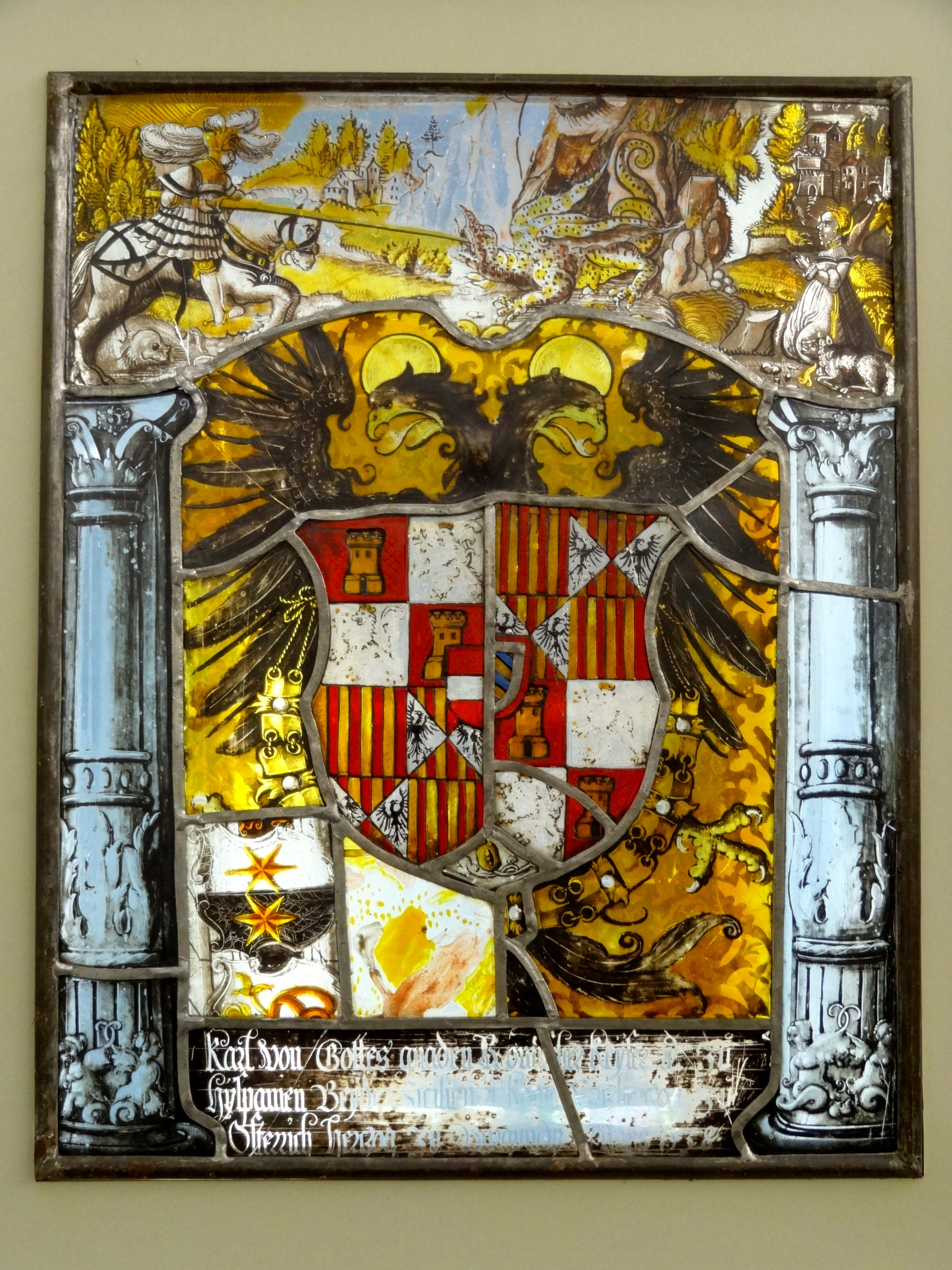
Hans Gitschmann von Robstein 1538, Wappenscheibe für Villingen

- Hans Gitschmann von Robstein, um 1538 tätig in Freiburg im Breisgau, malte die Stadtwappenscheibe mit dem Wappen Kaiser Karls V. für Villingen, heute in der Sammlung des Franziskanermuseums Villingen-Schwenningen, Glasmaler
- Tobias Stimmer (1539–1584) aus Schaffhausen, Maler, Holzschneider und Entwerfer von Scheibenrissen
- Hieronymus Lang (1540–1582) aus Hüfingen tätig in Schaffhausen, Glasmaler
- Daniel Lang (1543 – um 1605) tätig in Schaffhausen, Glasmaler, Sohn des Hieronymus Lang
- Niklaus Wirt († 1585) tätig in Wil (Schweiz), Richter und Glasmaler
- Thüring Walther (1546–1616) tätig in Bern, Glasmaler
- Joachim Brennwald (um 1546–1624) tätig in Zürich, Glasmaler
- Bartholomäus Lingg (1552–1583) tätig in Zug (Schweiz), Glasmaler
- Daniel Lindtmayer (1552–1607) aus Schaffhausen, Dekorations-, Wand- und Bildnismaler, Holzschneider, Entwerfer von Scheibenrissen und Glasmaler, Sohn des Felix Lindtmayer d. J.
- Caspar Spengler (1553–1604) tätig in Konstanz, Glasmaler
- Jörg Wannewitsch (1554–1593) Werkstatt in Basel, Glasmaler
- Hans Zehender (1555–1635) aus Bern, als Maler und Glasmaler tätig (siehe auch Gabriel Zehender)
- Werner Kübler der Ältere (1555–1586) tätig in Schaffhausen, Glasmaler
- Peter Balduin (1558–1602) soll aus den Niederlanden stammen, 1558 Bürger in Zofingen, Glasmaler
- Christoph Murer (1558–1614) aus Zürich, Glasmaler, Sohn des Jos Murer
- Josias Murer (1564–1630) tätig in Zürich, Glasmaler
- Jeronymus Vischer (um 1564–1630) tätig in Basel, Glasmaler, Meister der Zunft zum Himmel
- Marx Grimm (1565 – um 1610) tätig in Schaffhausen, Glasmaler
- Hans Huber (Glasmaler) (1570–1598) tätig in Bern, malt „nebenbei“, ist Wirt, Vogt, und Landvogt zu Nidau und Aarwangen
- Franz Fallenter (1570–1612) tätig in Luzern, Aarau und Freiburg im Breisgau, 1580 Bürger in Luzern, Glasmaler
- Michael Müller (Künstler, 1570) (1570–1642) tätig in Zug, Spittelvogt und Lieutnant, Glasmaler
- Hans Friedrich Kolmann (1570–1615) lehrte bei Marx Grimm in Schaffhausen, Glasmaler
- Hans Caspar Lang der Ältere (1571–1645) tätig in Schaffhausen und Freiburg im Uechtland, Freiburg im Breisgau und Straßburg, 1642–1645 Bürgermeister von Schaffhausen, Glasmaler, Sohn des Daniel Lang
- Hans Wilhelm Jezler (1571–1611) lehrte bei Marx Grimm in Schaffhausen, Glasmaler
- Hans Jakob Plepp (ab 1576) Maler und Glasmaler vermutlich aus Biel, tätig in Zürich, Entwerfer
- Hans Jeggli (1579–1665) aus Winterthur, Glasmaler, Meister in Schaffhausen
- Werner Kübler (1582–1621) tätig in Schaffhausen, Stiefsohn des Daniel Lindtmeyer d. J., Glasmaler
- Hans Ulrich Fisch (1583–1647) tätig in Aarau, auch Hans Ulrich I. Fisch, war ein Schweizer Glasmaler und Buchillustrator.
- Jakob Wegmann (1586–1656) aus Zürich, tätig in Luzern, Glasmaler
- Josua Grimm (1587–1629), Sohn von Marx Grimm, Glasmaler in Schaffhausen
- Jeronimus Spengler (1589–1635) Sohn von Caspar Spengler, tätig in Konstanz, Glasmaler
- Hans Martin Spleiss (1592–1671) tätig in Schaffhausen, Glasmaler
- Peter Bock (? – vor 1594) aus Zürich, tätig in Altdorf, Glasmaler
- Hans Conrad Gyger (1899–1674) aus Zürich, Kartograf und Glasmaler
- Thomas Vischer (um 1600) tätig in Basel, Glasmaler
- Christoph Brandenberg (1600–1663) tätig in Zug, 1628 bis 1630 Obervogt in Steinhausen, Glasmaler
- Matthäus Federer (um 1606), Werkstatt in Straßburg, Glasmaler
- Johann Wolfgang Spengler (1624–1685) aus Konstanz, Glasmaler
- Johann Georg Spengler (1660–1737) aus Konstanz, Glasmaler
- Anton Kothgasser (1769–1851) aus Wien, Glas- und Porzellanmaler
- Gottlob Samuel Mohn (1789–1825) aus Weißenfels, Glasmaler

## Jahrgänge von 1801 bis 1900

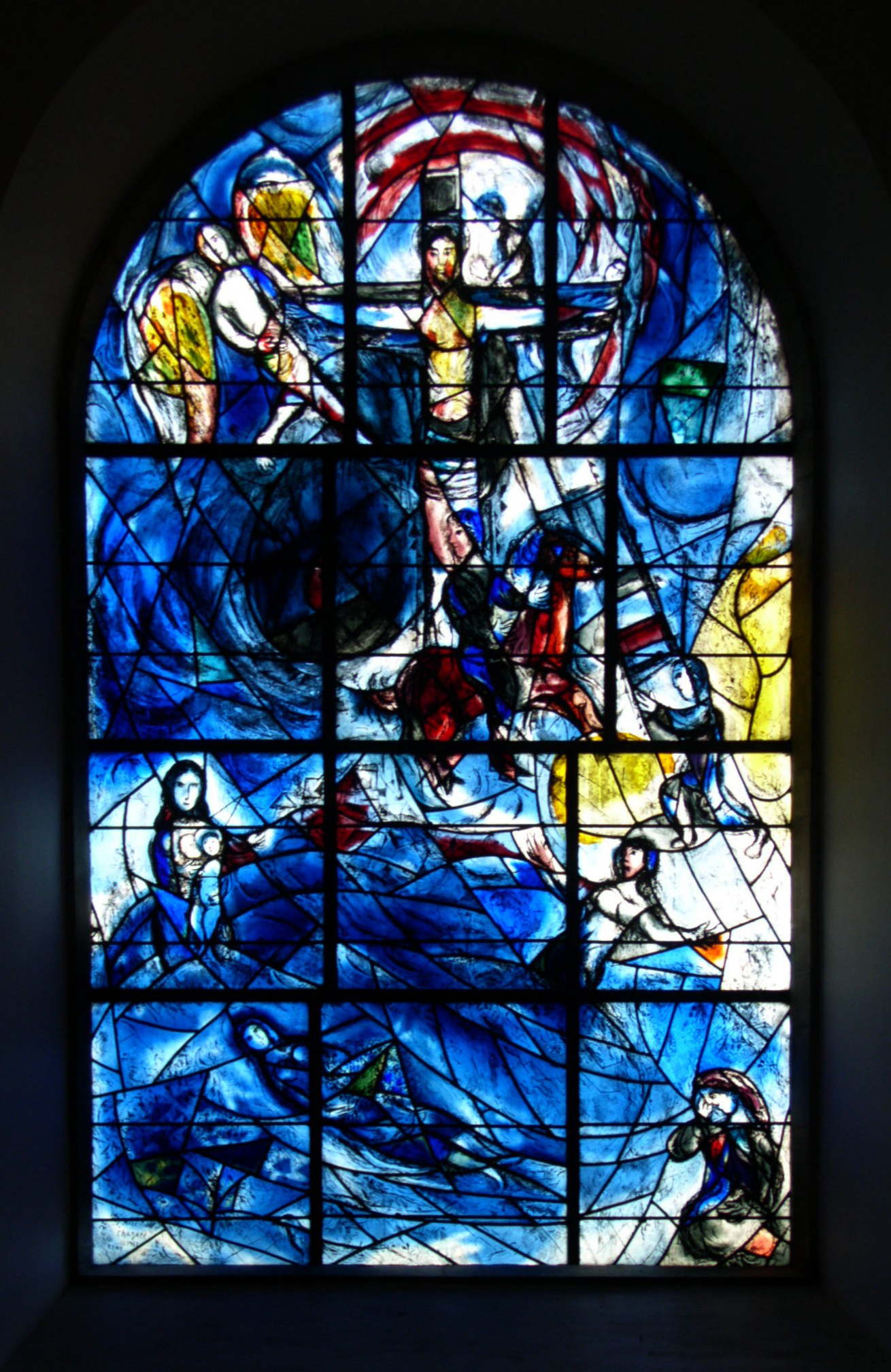
Altarfenster der All Saints Church in Tudeley, Kent

- Max Emanuel Ainmiller (1807–1870), deutscher Maler, Glasmaler und Bildhauer; gilt als Hauptverantwortlicher für die Wiederbelebung der Glasmalerei im 19. Jahrhundert
- Friedrich Baudri (1808–1874), deutscher Maler, Glasmaler
- Eduard Jakob von Steinle (1810–1886) österreichischer Maler und Entwerfer
- Carl Geyling (1814–1880), österreichischer Glasmaler
- Ernst Gillmeister (1817–1887), deutscher Porzellan- und Glasmaler aus Schwerin
- Adolf Seiler (1824–1873), preußischer Hoflieferant, gründete das Glasgemäldeinstitut Adolf Seiler (auch als Institut für Glasmalerei Adolf Seiler bekannt), Breslau[1]
- Ludwig Mittermaier (1827–1864) Lauingen, deutscher Glasmaler und Autor
- Joseph Peter Bockhorni (1832–1905), deutscher Glasmaler
- Alexander Linnemann (1839–1902), deutscher Architekt, Glasmaler und Kunstgewerbler (Glasmalereien: Konstanz, 1886, Münster, Gebhard-Kapelle, zusammen mit Joachim Lettow)
- Franz Xaver Zettler (1841–1916), deutscher Zeichner und Glasmaler. Begründete 1871 in München das „Institut für kirchliche Glasmalerei“, das später zur königlichen Hofglasmalerei erhoben wurde.
- Adolf Kreuzer (1843–1915), Schweizer Glasmaler und Restaurator, ursprünglich aus Furtwangen (Baden). Schüler von Johann Jakob Röttinger
- Ferdinand Müller (1848–1916) aus Quedlinburg, Glasmalermeister
- Hans Drinneberg (1852–1931), deutscher Glasmaler in Karlsruhe mit eigener Herstellung von Kirchenfenstern und Schmuckfenstern. Er war auch Kunstsammler in Karlsruhe.
- Fritz Geiges (1853–1935) war ein Freiburger Glas- und Monumentalmaler, ein bedeutender Restaurator für Glasmalerei und Lokalhistoriker.
- Gustav van Treeck (1854–1930), deutscher Glasmaler
- Johannes Kriebitzsch (1857–1938), deutscher Glasmaler
- Adolf Booser (1858–1929), Winterthur, Schweizer Glasmaler
- Georg Grobbauer (1859–1931) Putzleinsdorf OÖ, ab 1883 Untergriesbach (BY), ab 1916 Wegscheid, deutscher Glasmaler und Zinngießer
- Clement Heaton (1861–1940), britischer Glasmaler
- Jan Thorn Prikker (1868–1932) holländischer Maler, Mosaizist und Glasmaler, ab 1904 in Deutschland
- Augustin Pacher (1863–1926), deutscher Kunst- und Glasmaler
- Max Dagobert Meyner (1869–1938), Winterthur, Schweizer Glasmaler
- Jacques Grüber (1870–1936), aus dem Elsass, tätig in Paris, war ein französischer Glasmaler
- Eduard Stritt (1870–1937), deutscher Glasmaler
- Georges Rouault (1871–1958), französischer Glasmaler, Maler, Keramiker, Bühnenbildner, Emailarbeiter
- Rudolf Linnemann (1874–1916), deutscher Architekt und Glasmaler
- Otto Linnemann (1876–1961), deutscher Glasmaler und Wand- und Dekorationsmaler
- Augusto Giacometti (1877–1947) war ein Schweizer Maler und Glasmaler
- Joseph Ehrismann (1880–1937) war ein Glas- und Kunstmaler mit Hauptwerken im elsässischen Raum.
- Catherine Amelia O’Brien (1881–1963) war eine An Túr Gloine angehörende irische Glasmalerin
- Gottfried Heinersdorff (1883–1941) Berliner Glasmaler, arbeitete auch mit Puhl & Wagner zusammen.
- Peter Hecker (1884–1971), deutscher Glasmaler und Maler.[2]
- Karl Muggly (1884–1957), deutscher Glasmaler und Maler, Professor an der Kunstgewerbeschule Bielefeld.
- Louis Halter (1886–1956), Glasmaler und Kunstglaser in Bern
- Marc Chagall (1887–1985), französischer Maler und Glasmaler russischer Herkunft
- Heinrich Campendonk (1889–1957), deutsch-niederländischer Maler, Glasmaler und Graphiker
- Otto Brenneisen (1890–1957), hannoverscher Glasmaler
- Heinrich Dieckmann (1890–1963), deutscher Glasmaler, Maler und Designer
- Erwin Bossanyi (1891–1975), ungarischer Maler und Kunsthandwerker, in Norddeutschland und nach seiner Emigration 1934 in England tätig
- Anton Wendling (1891–1965), deutscher Maler, Hochschullehrer und Schöpfer von expressionistischen Kirchenfenstern
- Charles Crodel (1894–1973), deutscher Maler und Glasmaler
- Alfred Wiese (1894–1960), deutscher Maler und Glasmaler
- Giuseppe Scartezzini (1895–1967), Schweizer Maler und Glasmaler
- Georg Grobbauer (1896–1971), Untergriesbach, ab 1920 Sao Paulo, Rio de Janeiro, ab 1949 Darmstadt, Glasmaler
- Ferdinand Gehr (1896–1996), Schweizer Maler und Glasmaler
- Franz Kornemann (1896–1969), deutscher Maler und Glasmaler
- Albert Burkart (1898–1982), deutscher Maler und Glasmaler
- Elisabeth Coester (1900–1941), deutsche Glasmalerin und Paramentikerin
- Wilhelm Geyer (1900–1968), deutscher Maler, Wandmaler, Grafiker und Glasmaler
- Albert Birkle (1900–1986), deutsch-österreichischer Maler, Grafiker und Glasmaler

## Jahrgänge ab 1901

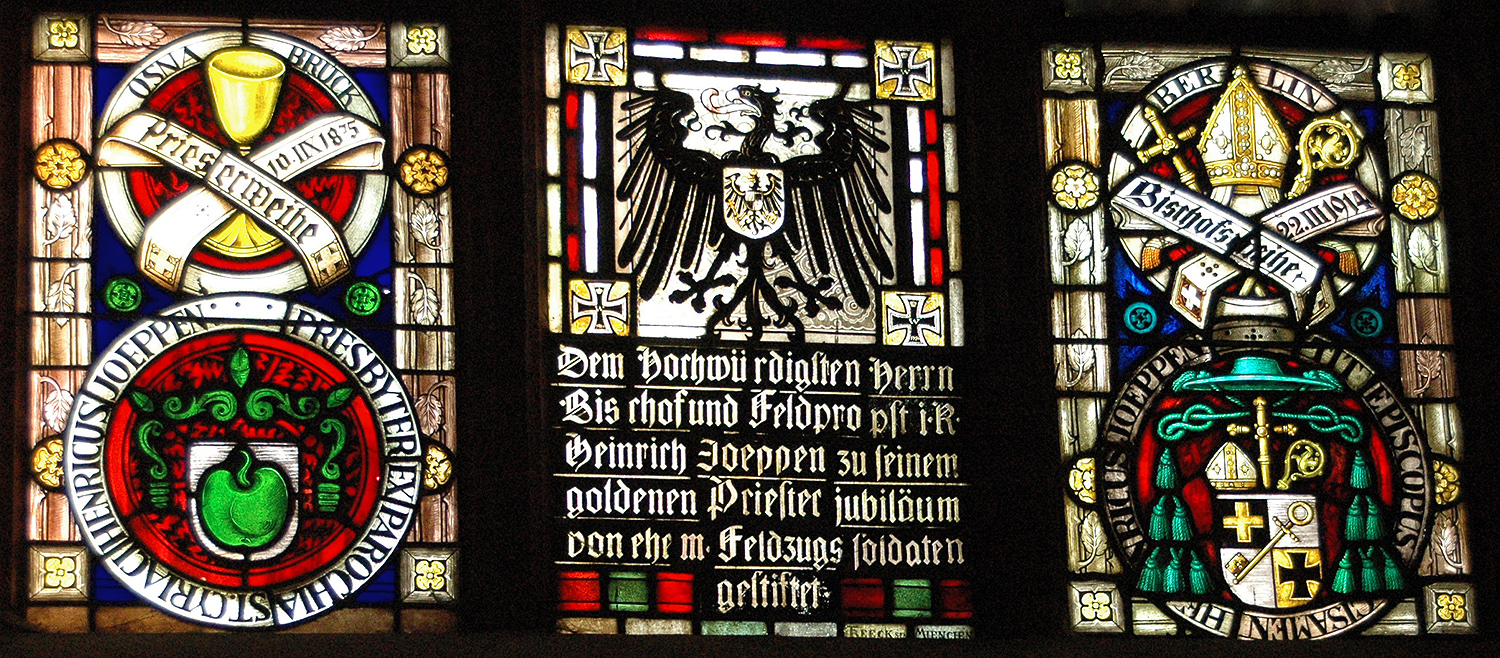
Ausschnitt aus einem Kirchenfenster in der Pfarrkirche St. Cyriakus Krefeld-Hüls, von 1925

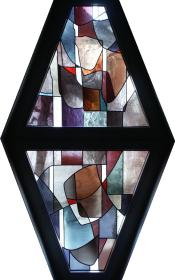
Glasfenster von Franz K. Opitz im ref. Kirchgemeindehaus Embrach

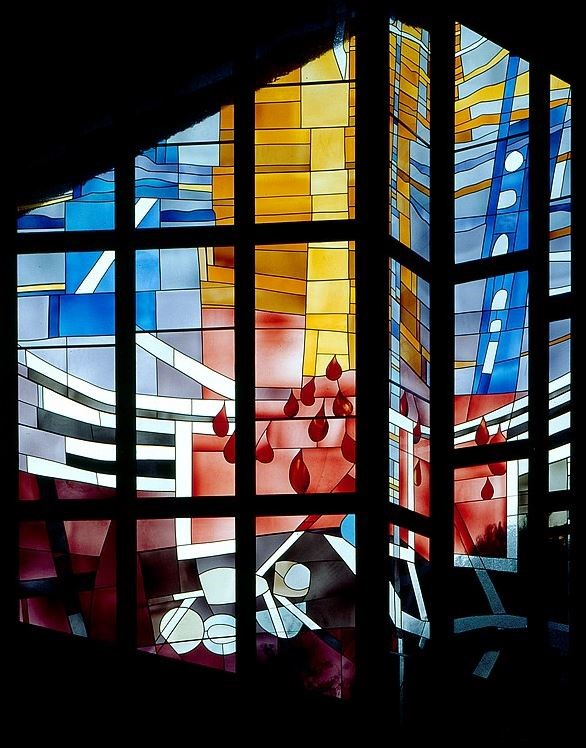
Glasfenster, 1993, röm.-kath. Kirche St. Josef, Kempen, Pfingstereignis, Josef Ebnöther

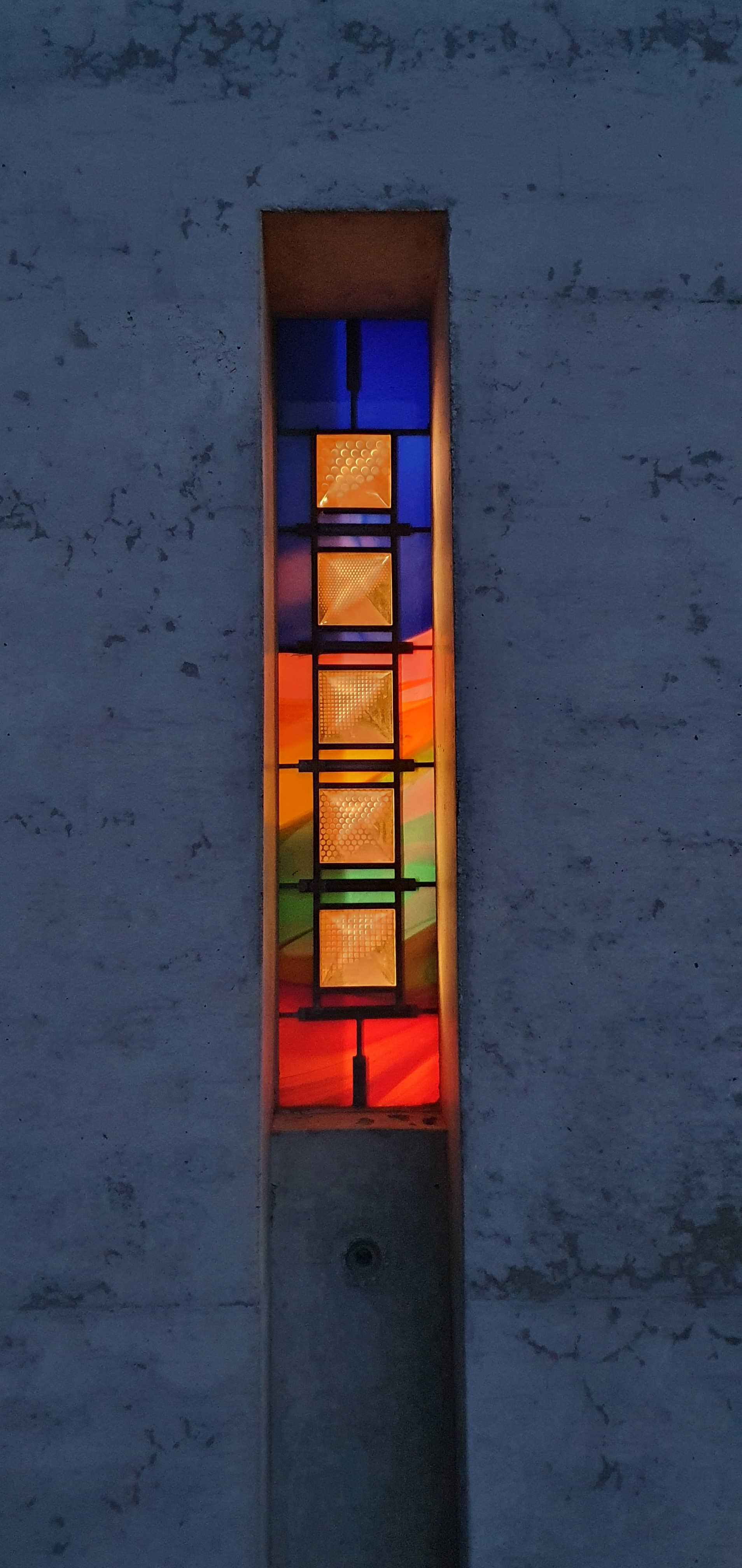
Fenster von Ludwig Schaffrath in St. Marien in Scherberg

- Max Hunziker (1901–1976), Schweizer Maler aus Zürich-Wiedikon, Grafiker, Glasmaler und Illustrator
- Irma Lang-Scheer (1901–1986), deutsche Malerin, Fresko- und Glasmalerin
- Rudolf Yelin der Jüngere (1902–1991), deutscher Maler und Glasmaler
- Martin Häusle (1903–1966), österreichischer Maler, Wandmaler, Grafiker und Glasmaler
- Walter Kohler (1903–1945), deutscher Maler, Glasmaler
- Max Rudolf von Mühlenen (1903–1971), Schweizer Maler und Glasmaler
- Margret Bilger (1904–1971), österreichische Künstlerin, Glasmalerin und Grafikerin
- Reinhard Heß (1904–1998), deutscher Maler und Glasmaler
- Ernst Jansen-Winkeln (1904–1992), deutscher Graphiker, Wandmaler, Glasmaler, Mosaizist, Bildhauer, Entwerfer von Liturgischem Gerät, Schmuck und Textilarbeiten
- Max Lacher (1905–1988), deutscher Maler, Glasmaler, Hinterglasmaler und Keramiker
- Josef Oberberger (1905–1994), deutscher Maler, Zeichner, Karikaturist, Glasmaler und Mosaizist
- Helmuth Uhrig (1906–1979), deutscher Bildhauer, Maler, Glasmaler und Mosaizist
- Ida Köhne (1907–2005), deutsche Grafikerin, Malerin und Glasmalerin
- Albert Oesch (1907–1936), Schweizer Bildhauer und Glasmaler
- Alfons Abel (1908–1994), akademischer deutscher Glasmaler in Nürnberg
- Oskar Fritz Beier (1908–1972), akademischer deutscher Glasmaler und Glasschleifer
- Max Ingrand (1908–1969), französischer Glasmaler und Dekorateur
- Egbert Lammers (1908–1996), deutscher Maler, Wandmaler und Glasmaler
- Margarete Franke (1909–2011), Glasmalerin und Innenarchitektin
- Max Brunner (1910–2007), Lehrer, Kunstmaler und Glasmaler in Solothurn und Bern
- Georg Meistermann (1911–1990), deutscher Maler, Zeichner Grafiker und Glasmaler
- Hans Mennekes (1911–1983), deutscher Glasmaler, Maler, Mosaizist, Paramentiker
- Walter Benner (1912–2005), deutscher Graphiker, Glasmaler und Mosaizist
- Maria Katzgrau (1912–1998), Glasmalerin, Wandmalerin, Bildhauerin
- Émile Probst (1913–2004), Glasmaler, Illustrator, Grafiker
- Edmund Schuitz (1913–1992), deutscher Maler, Glasmaler, Mosaizist, Sgraffitist
- Blasius Spreng (1913–1987), deutscher Maler, Bildhauer, Glasmaler und Mosaizist
- Gian Casty (1914–1979), Schweizer Maler, Illustrator und Glasmaler aus Zuoz/Basel
- Anna Andersch-Marcus (1914–2005), deutsche Glasmalerin
- Ludwig Becker (1914–1971), deutscher Glasmaler
- Hans Kaiser (1914–1982), deutscher Glasmaler, Maler
- Karl Olie (1915–1987), deutscher Kunstmaler und Glasmaler in Kerken-Nieukerk
- Frans Griesenbrock (1916–2010), deutscher und in den Niederlanden lebender Bildender Künstler für Christliche Kunst und Glasmaler
- Franz K. Opitz (1916–1998), Schweizer Kunstmaler, Fotograf und Dichter
- Willi Dirx (1917–2002), deutscher Bildhauer, Grafiker und Holzschneider
- Valentin Peter Feuerstein (1917–1999), deutscher Kunstmaler, Restaurator und Glasmaler
- Gottfried Honegger (1917–2016), Schweizer Grafiker, Maler und Plastiker
- Hubert Distler (1919–2004), deutscher Maler, Glasmaler, Wandmaler
- Hanns Studer (1920–2018), Schweizer Zeichenlehrer, Maler, Holzschneider, Illustrator und Glasmaler aus Basel
- Hans Gottfried von Stockhausen (1920–2010), deutscher Glasmaler in Remshalden bei Stuttgart
- Sergio de Castro (1922–2012), französischer Maler und Glasmaler
- Jupp Gesing (1922–1998), deutscher Glasmaler, Maler und Graphiker
- Josef de Ponte (1922–2006), deutscher Maler, Glasmaler und Graphiker aus dem Ofner Bergland
- Wilhelm Buschulte (1923–2013), deutscher Glasmaler, Maler und Graphiker in Unna
- Ursula Koschinsky (1923–2016), deutsche Künstlerin, Glasmalerin und Wandmalerin
- Lothar Quinte (1923–2000), deutscher Künstler, Glasmaler
- Leonhard Nienartowicz (1924–1995), deutscher Glasmaler, Maler und Bildhauer in Hilden
- Werner Persy (1924–2017), deutscher Glasmaler, Maler und Grafiker in Trier
- Ludwig Schaffrath (1924–2011), deutscher Bildhauer, Maler und Glasmaler in Alsdorf
- Johann Rudolf Schläppi (1924–2021), Schweizer Glasmaler in Basel
- Peter Hodiamont (1925–2004), deutsch-niederländischer Maler, Bildhauer und Glasmaler
- Hubert Spierling (1925–2018), deutscher Maler, Glasmaler in Krefeld
- Jakob Schwarzkopf (1926–2001) deutscher Maler, Glasmaler in Trier
- Claus Wallner (1926–1979) deutscher Maler, Grafiker und Glasmaler
- Johannes Beeck (1927–2010), deutscher Maler und Glasmaler in Nettetal-Hinsbeck
- Werner Brenneisen (1927–2005),  deutscher Glasmaler und Bildender Künstler
- Heinz Lilienthal (1927–2006), deutscher Glasmaler und Designer
- Franz Pauli (1927–1970), deutscher Kunstmaler, Glasmaler, Biologielehrer und Fotograf aus Oberschlesien
- Ferdinand Selgrad (1927–2022),  deutscher Glas- und Wandmaler
- Gerður Helgadóttir (1928–1975), isländische Bildhauerin, Mosaizistin und Glasmalerin
- Wolf-Dieter Kohler (1928–1985), deutscher Glasgestalter und Glasmaler in Stuttgart
- Henk Schilling (1928–2005), niederländischer Glasmaler und Textilkünstler in Mülheim an der Ruhr
- Hans Truijen (1928–2005), niederländischer Glasmaler und Künstler
- Elisabeth Altenrichter-Dicke (1929–2013), deutsche Wandmalerin, Glasmalerin, Gestalterin von Wandteppichen in Ennepetal
- Manfred Karsubke (1929–2011), deutscher Glasmaler
- Franz Eggenschwiler (1930–2000), Schweizer Glasmaler, Mitglied der Berner Arbeits- oder Werkgemeinschaft
- Manfred Espeter (1930–1992), deutscher Glasmaler
- Helmut Hacker (1930–2019), deutscher Glasmaler in Hausach
- Johannes Schreiter (* 1930), deutscher Maler, Grafiker und Glasbildner
- Joachim Klos (1931–2007), grad. Glasmaler und Grafiker
- Jochem Poensgen (1931–2023), deutscher Glasmaler in Soest
- Gerhard Richter (* 1932), deutscher Maler
- José de Nève (1933–2019), Schweizer Glasmaler, Kunstmaler und Lehrer
- Nikolaus Bette (* 1934), deutscher Maler, Glasmaler und Mosaizist
- Heinz Dohmen (* 1934) deutscher Architekt, Dombaumeister und Glasmaler
- Hermann Lindner (1934–2000), tätig in Stralsund, Maler, auch Glasmaler
- Andreas Felger (* 1935), deutscher Glasmaler, Textildesigner, Holzschneider, Aquarellist in Hünfelden-Gnadenthal
- Alois Plum (1935–2024), in Mainz-Weisenau lebender Künstler. Er schuf zahlreiche Beton- und Bleiglasfenster für Kirchen in ganz Deutschland.
- Adi Holzer (* 1936), österreichischer Glasmaler und Künstler
- Jürgen Reipka (1936–2013), deutscher Maler
- Egon Stratmann (1936–2024), deutscher Glasmaler und Künstler
- Dolores Hoffmann (* 1937), deutsch-estnische Glasmalerin und Restauratorin
- Max Uhlig (* 1937), deutscher Künstler und Maler
- Josef Ebnöther (* 1937), Schweizer Künstler und Maler
- Imi Knoebel (* 1940), deutscher Maler
- Walter Dohmen (* 1941), deutscher Lithograf, Radierer, Kupferstecher, Holzschneider[3][4]
- Sigmar Polke (1941–2010), deutscher Maler[5]
- Markus Lüpertz (* 1941), deutscher Maler und Graphiker
- Narcissus Quagliata (* 1942), italienischer Maler und Graphiker in Mexiko
- Ada Isensee (* 1944), deutsche Malerin und Glasmalerin in Remshalden
- Martin Halter (* 1947), Glasmaler u. Kunstglaser EFZ, Glasmaler-Restaurator, Atelier für Glasmalkunst Halter
- Karl-Martin Hartmann (* 1948), deutscher Glasmaler, Bildhauer und Fotograf
- Fritz J. Dold (* 1949), Schweizer Glasmaler und Glaskünstler in Zürich
- Hella Santarossa (* 1949), deutsche Malerin und Glasmalerin
- Karel Rechlík (* 1950), tschechischer Glasmaler
- Brian Clarke (1953–2025), britischer Maler und architektonische Künstler
- Annelie Grund (* 1953), deutsche Künstlerin, Glasmalerin und Malerin in Wandlitz
- Nabo Gaß (* 1954), Maler und Glasmaler in Wiesbaden
- Clemens Hillebrand (* 1955), deutscher Maler und Graphiker
- Guy Kemper (* 1958), US-amerikanischer Glasmaler
- Irene Rothweiler (* 1958), deutsche Malerin und Glasbildnerin
- Neo Rauch (* 1960), deutscher Maler
- Jörgen Habedank (* 1961), deutscher Maler, Glasmaler, Druckgraphiker und Bildhauer in Tornesch
- Silke Rehberg (* 1963), deutsche bildende Künstlerin
- Robert Freund (* 1981), österreichischer Maler, Grafiker, Lehrer und Glasmaler in Kramsach
- Franz Xaver Wilfried Braunmiller (1905–1993), deutscher Maler, Glasmaler und Mosaizist
- Wilhelm de Graaff (1912–1975), deutscher Glasmaler, Maler, Bildhauer
- Meinrad Liebich (1909–1980),  Kirchenrestaurator, Glasmaler, Kunstmaler, Fassmaler, Heraldiker in Einsiedeln
- Josef Nienhaus (1924–2008), deutscher Glasmaler mit der Glaswerkstatt Otto Peters und Derix
- Wolfgang Liebich (* 1934), Schweizer Glasbläser, Glasmaler, Heraldiker, Organist
- Hans Meier-Urech (* 1946), Schweizer Glasmaler und Glasdekorateur in Immensee, Schweiz
- Hans Grobbauer (* 1947), Glasmalermeister, Kunstglasermeister bei Grobbauer Glas in Darmstadt
- Martin Halter (* 1947), Glasmaler, Kunstglaser und Glasdesigner in Bern
- Gottfried Olie (* 1948), Glasmaler und Kunstmaler in Kerken-Nieukerk
- Hans-Joachim Kubos (* 1949), Glasmaler und Bleiglaser in Petershagen, Meßlingen
- Wilfried Grootens (* 1954), Maler und Glasmaler in Kleve
- Ute Rüger (* 1961), deutsche Malerin, Glasmalerin in Lindau/Bodensee
- Thierry Boissel (* 1962 in Saint-Valery-en-Caux, Normandie), Glasmaler, Maler, lebt in München
- Antoinette Liebich (* 1966), Schweizer Glasmalerin und Glaskünstlerin
- Petr Beranek (* 1967 in Prag), Glasmaler, Maler, lebt in Genf, Schweiz
- Michael Lönne (* 1968) und Jörn Neumann (* 1974), Ateliergemeinschaft für Glasgestaltung im Architekturzusammenhang, Raumkonzeption und freier Glasmalerei
- Camilla Cevolani (* 1998), Glasmalerin, lebt in Bologna, Italien